# Krasnopresnenskaja
Krasnopresnenskaja (ryska: Краснопресненская, Röda Presnja), är en tunnelbanestation på Koltsevajalinjen (ringlinjen) i Moskvas tunnelbana. Stationen är belägen i nordvästra delen av Moskvas centrum, strax utanför Trädgårdsringen och Moskvas historiska stadskärna.
Stationen invigdes den 14 mars 1954, samma dag som Kijevskaja, och ringlinjen var därmed komplett och tågen kunde för första gången börja köra hela varvet runt.
Stationens namn är hämtat från floden Presnja, en biflod till Moskvafloden som sedan 1908 är nedgrävd under staden. Floden gav också namn till stadsdelen, vilken under revolutionen 1905 var huvudskådeplats för striderna och fick namnet Röda Presnja.
Stationen har pyloner klädda med röd granit med gesimser i vit marmor och 14 basreliefer, 8 av dem visar scener från revolutionen 1905 och de övriga 6 föreställer händelser från ryska revolutionen 1917. Ursprungligen stod statyer av Lenin och Stalin vid plattformens slut, men dessa togs bort på 1960-talet. Senare byggdes en gångväg till stationen Barrikadnaja på deras plats.
Stationens runda vestibul ligger på södra sidan av Röda Presnja-gatan. En skulptur vid namn "Kämpe" av A Zelinskij finns vid vestibulen.
På gångavstånd från stationen finns Moskva Zoo (på andra sidan gatan mitt emot vestibulbyggnaden), regeringsbyggnaden Vita huset (några minuters gångväg söderut), USA:s ambassad vid Trädgårdsringen och en av Stalins sju systrar på Kudrinskajatorget 400 m österut längs Röda Presnjagatan/Barrikadnaja ulitsa.

## Galleri
- Wikimedia Commons har media som rör Krasnopresnenskaja.

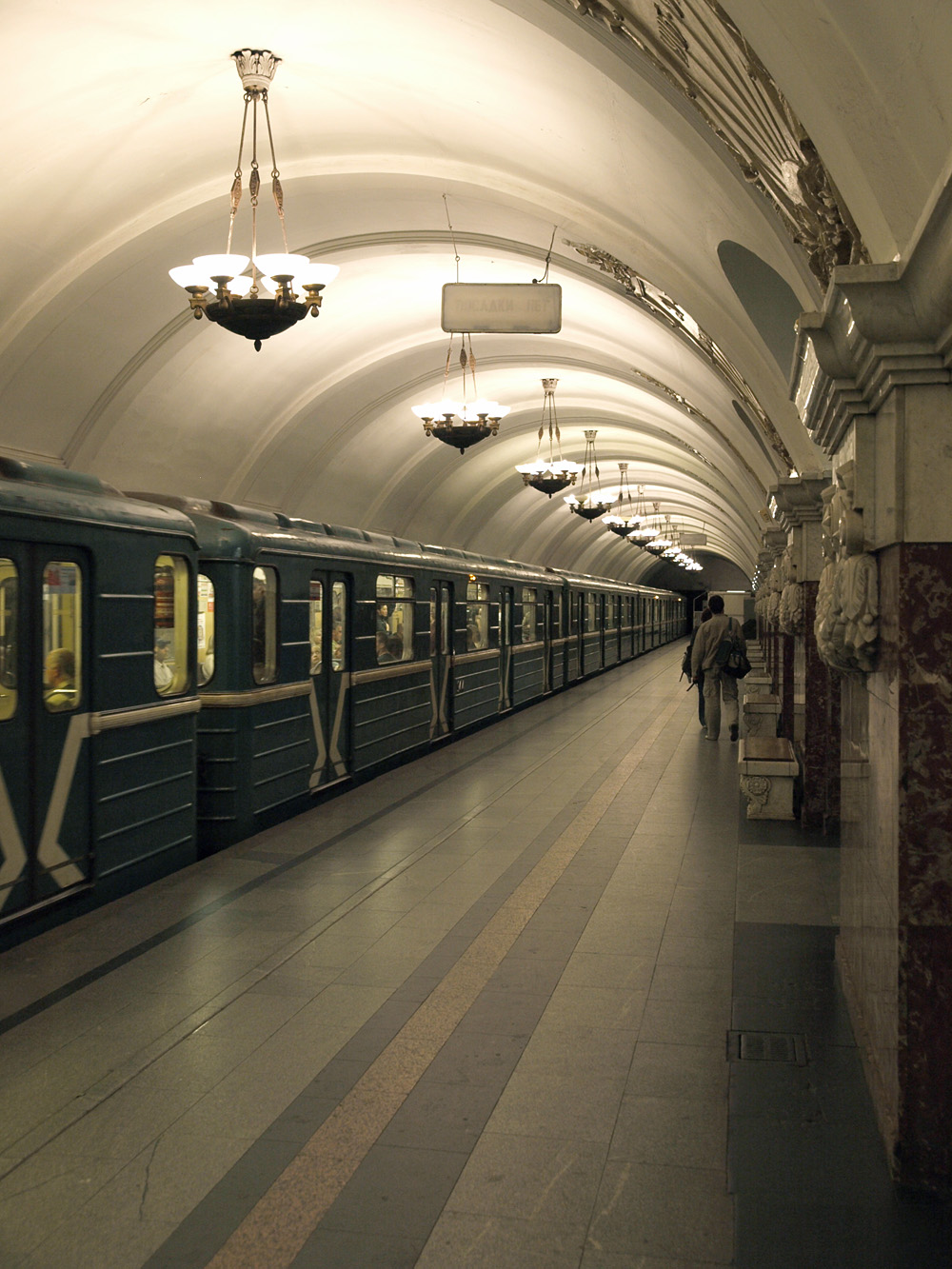
Inkommande tåg
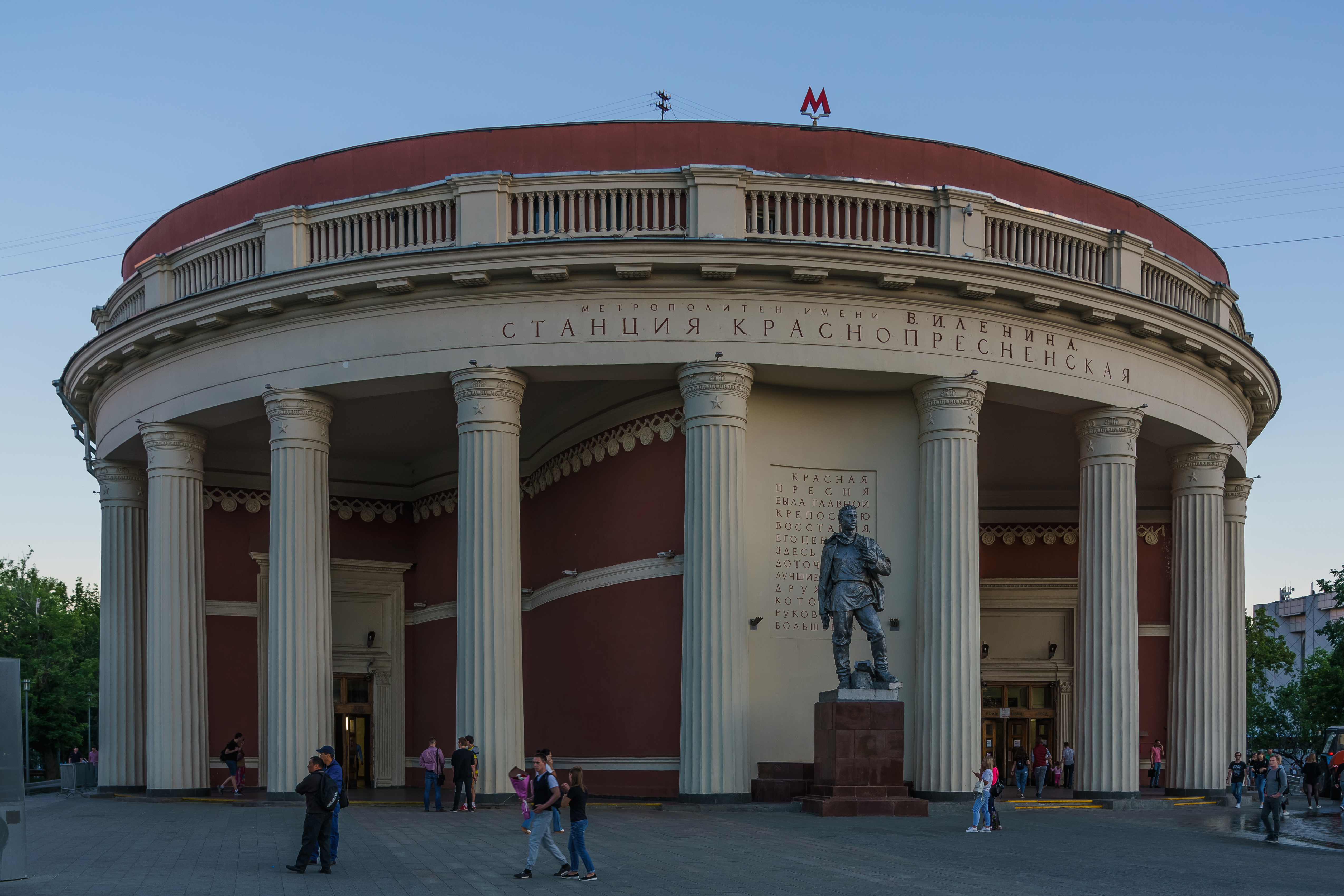
Vestibulbyggnaden